# Campionato italiano di hockey su ghiaccio 1937
Il campionato italiano di hockey su ghiaccio 1937, 11ª edizione del massimo campionato nazionale, venne completamente stravolto rispetto alle stagioni precedenti. Per dare la possibilità ai più giovani di partecipare al campionato, la Federazione suddivise il torneo in due Gironi: Girone A, a carattere nazionale e Girone B, a carattere regionale. Inoltre dispose il seguente regolamento: presero parte al Girone A le società che iscrivevano tre formazioni, con caratteristiche specifiche, mentre fecero parte del Girone B quelle che iscrissero una sola formazione. A vincere l'ottavo titolo della propria storia fu l'ADG Milano.

## Requisiti delle formazioni
- Prima squadra: ne fanno parte i giocatori federati che non possono far parte della seconda e terza squadra. Solo in caso di forza maggiore e su decisione della F.I.S.I., alla prima squadra, potranno aderire non più di due giocatori di seconda squadra.
- Seconda squadra: di essa fanno parte tutti i giocatori, salvo gli olimpionici, i rappresentanti di squadra nazionali di gare all'estero ed i partecipanti alle finali di campionato nazionale assoluto.
- Terza squadra: fanno parte i soli giocatori che non abbiano mai preso parte a gare approvate dalla F.I.S.I. e di età non superiore ai 23 anni.

## Girone A
Le società partecipanti al Girone A devono iscrivere tre formazioni e devono terminare il Campionato con tutte e tre le compagini. Se nel corso del torneo se una squadra abbandona la serie di partite iniziate essa perde ogni diritto di classifica. I rimanenti incontri potranno essere portati a termine in via amichevole dopo l'intesa tra le società interessate.
Per quanto riguarda il punteggio, alla prima squadra, in caso di vittoria viene assegnato un punto, ad ogni seconda squadra due punti e ad ogni terza, tre punti. Per determinare il vincitore del Campionato, si sommeranno i punteggi delle tre formazioni; in caso di parità verrà disputata la finalissima tra e due terze delle società. Le gare sono disputate a Milano, presso il Palazzo del Ghiaccio.

### Formazioni
Furono solo due le squadre che presero parte al Girone A.
- Associazione Disco Ghiaccio Milano
- Diavoli Rossoneri Milano

### Partite
Nella prima giornata di campionato, la Federazione nega l'autorizzazione a D'Apollonia (giocatore dei Diavoli Rossoneri) di scendere sul ghiaccio a causa della sua posizione irregolare, ma i dirigenti rossoneri affermano il contrario e che senza questo giocatore non avrebbero disputato la gara di campionato. A questo punto, visto il numeroso pubblico accorso, i Diavoli Rossoneri e il Milano si accordano per disputare un'amichevole che termina 2-1 per l'ADG Milano. Preso atto del rifiuto, il Direttorio Provinciale Milanese della F.I.S.I decreta il 5-0 a tavolino a favore del Milano, e stabilisce che le partite successive tra le due società abbiano solo valenza amichevole. Tale decisione è presa applicando immediatamente il regolamento, ma l'ufficialità spetta alla Presidenza della Federazione dopo un ulteriore esame dei fatti. A questo punto la classifica vede l'ADG Milano con un punto e i Diavoli Rossoneri a zero. Milano vincerà anche gli incontri tra le seconde e le terze squadre.
| Milano 3 marzo 1937 | ADG Milano | 5 – 0 (A tavolino) | Diavoli Rossoneri Milano | Palazzo del ghiaccio |

| Arbitro: | Hug e Hirtz |

|                                           |           |                        |
| Talamona 24:00 Taccani 25:00 Fabris 63:00 | Marcatori | 28:00 Bassi 46:00 Mara |

| Milano 4 marzo 1937                               | ADG Milano III | 1 – 0 (1-0; 0-0; 0-0) | Diavoli Rossoneri Milano III | Palazzo del ghiaccio |
| \| \| \| \| \| Columella 01:00 \| Marcatori \| \| |                |                       |                              |                      |
|                                                   |                |                       |                              |                      |
| Columella 01:00                                   | Marcatori      |                       |                              |                      |

### Classifica
|  |    | Serie A                  | Pt | G | V | P | GF | GS |
|  | -- | ------------------------ | -- | - | - | - | -- | -- |
|  | 1. | ADG Milano               | 6  | 3 | 3 | 0 | 9  | 2  |
|  | 2. | Diavoli Rossoneri Milano | 0  | 3 | 0 | 3 | 2  | 9  |

### Formazione vincitrice
| ADG Milano 8º titolo | - Prima squadra: Enrico Calcaterra, Carlo De Mazzeri, Piero Fabris, Hans Lux, Camillo Mussi, Franco Rossi, Carlo Signorini, Giuseppe Timpano, Luigi Venosta. - Seconda squadra: Gandini, Talamona, Sommariva, Fabris A., Taccani, Bordoni, Rota, Codognato, Finzi. - Terza Squadra: Zoppegni, Butti, Saldini, Mattea, Mainoldi, Florio, De Mazzeri II, Columella, Formenti |